# Želechovice nad Dřevnicí
Želechovice nad Dřevnicí (tot 1924 Želechovice en Duits: Schelechowitz an der Drewnitz) is een Moravische gemeente in deTsjechische regio Zlín, en maakt deel uit van het district Zlín. Želechovice nad Dřevnicí telt 1867 inwoners (2003).

## Geschiedenis

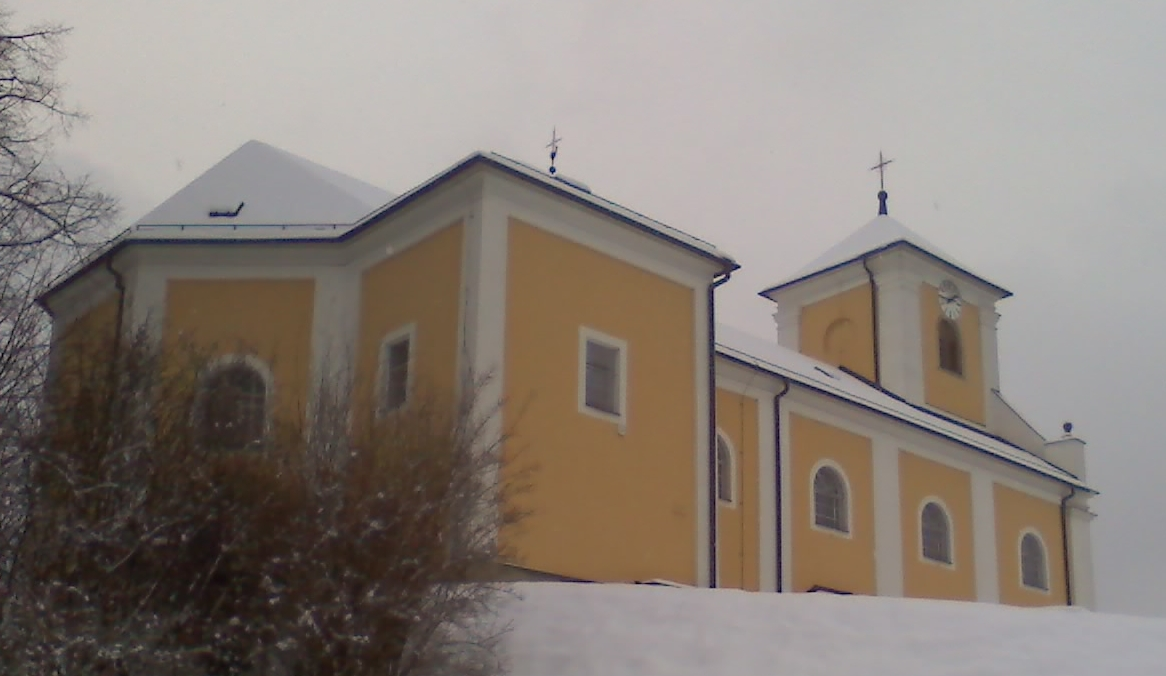
De kerk van Želechovice nad Dřevnicí (2009)

- 1261 – De eerste schriftelijke vermelding van Želechovice nad Dřevnicí.
- 1976 – De gemeente Želechovice nad Dřevnicí wordt geannexeerd door de stad Gottwaldov (thans Zlín).[1]
- 2009 – Želechovice nad Dřevnicí wordt (opnieuw) een zelfstandige gemeente.